# 霍爾特山
69°25′S 71°43′W / 69.417°S 71.717°W
霍爾特山（英語：Mount Holt）是南極洲的山峰，位於亞歷山大一世島的拉扎列夫灣，海拔高度約750米，以美國海軍指揮官命名，現時受南極條約體系管理。